# Rukoljub
Rukoljub je jedan od rituala i gesti između ljudi; vrsta poljupca.

## Povijest
Feudalno je društvo zahtijevalo da vazal ljubi ruku svog gospodara. Negdje je postojao običaj rukoljuba prema svećeniku i drugim crkvenjacima.
Izuzev toga, rukoljub nije bio čest.

## Sadašnjost
Danas rukoljub također nije čest. Uglavnom je izraz poštovanja prema papi ili kardinalu. U islamskim zemljama to je znak poštovanja prema roditeljima.
U zapadnoj je civilizaciji rukoljub znak poštovanja prema ženama.

## Vanjske poveznice
- Rukoljub u rimokatoličkoj Crkvi (engleski)
- Savršeni rukoljub (njemački)